# منطقه‌بندی
منطقه‌بندی (به انگلیسی: Regionalisation) تمایل به تشکیل منطقه‌های غیرمتمرکز است.
منطقه‌بندی یا طبقه‌بندی سرزمین در رشته‌های مختلف دیده می‌شود:
- در کشاورزی، طبقه‌بندی زمین‌های کشاورزی را ببینید.
- در جغرافیای زیستی، به واحدهای جغرافیای زیستی مراجعه کنید.
- در بوم‌شناسی به طبقه‌بندی بوم‌شناختی مراجعه کنید.
- در جغرافیا دو روش دارد: فرایند ترسیم زمین، نواحی کوچک آن یا دیگر واحدهای آن به مناطق و حالتی از این ترسیم.
- در گفتمان جهانی‌شدن، نشان‌دهنده جهانی است که کمتر به هم مرتبط می‌شود و تمرکز منطقه‌ای قوی‌تر است.
- در سیاست، فرایند تقسیم یک نهاد یا کشور سیاسی به حوزه‌های قضایی کوچک‌تر (بخش‌های اداری یا واحدهای زیرملی) و انتقال قدرت از دولت مرکزی به مناطق است. برعکس یکپارچگی رجوع به منطقه‌گرایی (سیاست) شود.
- در ورزش، زمانی است که یک تیم چندین مکان «خانه» در شهرهای مختلف دارد. نمونه‌هایی از تیم‌های منطقه‌ای شامل چند تیم در اتحادیه بسکتبال منحل‌شده آمریکا یا گرین‌بی پکرز است که در سال‌های ۱۹۳۳–۱۹۹۴ در گرین‌بی و میلواکی بازی کردند.
- در زبان‌شناسی، زمانی است که یک زبان ارج ویژگی‌های یک زبان منطقه‌ای را اتخاذ می‌کند، مانند اینکه چگونه در قرون وسطی، لاتین کلیسایی تفاوت‌های تلفظ منطقه‌ای را در کشورهایی که مورد استفاده قرار می‌گرفت، از جمله ایتالیا، فرانسه، اسپانیا، پرتغال، انگلستان، آلمان، دانمارک، مجارستان و کشورهای اسلاو ایجاد کرد.